# Liste der Kulturgüter in Melide
Die Liste der Kulturgüter in Melide enthält alle Objekte in der Gemeinde Melide im Kanton Tessin, die gemäss der Haager Konvention zum Schutz von Kulturgut bei bewaffneten Konflikten, dem Bundesgesetz vom 20. Juni 2014 über den Schutz der Kulturgüter bei bewaffneten Konflikten sowie der Verordnung vom 29. Oktober 2014 über den Schutz der Kulturgüter bei bewaffneten Konflikten unter Schutz stehen.
Objekte der Kategorie A sind im Gemeindegebiet nicht ausgewiesen, Objekte der Kategorie B sind vollständig in der Liste enthalten, Objekte der Kategorie C fehlen zurzeit (Stand: 1. Januar 2023).

## Kulturgüter
| Foto |                                                                                        | Objekt | Kat. | Typ | Standort                               | Beschreibung |
| ---- | -------------------------------------------------------------------------------------- | --- | ---- | --- | -------------------------------------- | ------------ |
| ja   | Datei hochladen · Wikidata zu Pfarrkirche der Heiligen Quiricus und Julitta (Q3668409) | Pfarrkirche der Heiligen Quiricus und Julitta / Chiesa parrocchiale dei Santi Quirico e Giulitta KGS-Nr.: 05580 | B    | G   | Vicolo Maestri Comacini 717102 / 90354 |              |
| BW   | Datei hochladen · Wikidata zu Ziegeleien (Q29884465)                                   | Ziegeleien / Fornaci KGS-Nr.: 11992                                                                             | B    | G   | Via Cantonale 717051 / 91655           |              |
| BW   | Datei hochladen · Wikidata zu Melide Portal des Autobahntunnels (Q117496020)           | Portal des Autobahntunnels / Portale di galleria autostradale KGS-Nr.: 17217                                    | B    | G   | 716904 / 90742                         |              |